# Щипавка балканська
Щи́павка балка́нська (Sabanejewia balcanica) — прісноводна риба родини В'юнові (Cobitidae). Сягає 9 см довжиною. Поширена в Європі: басейн Дунаю, басейни річок Мариця, Галлікос і Пініос.